# Тимпанометрия
Тимпа́нометри́я (импеда́нсометри́я) — метод объективного исследования функции среднего уха, степени подвижности барабанной перепонки и проводимости слуховых косточек (молоточек, наковальня, стремечко) путём создания вариаций давления воздуха в слуховом канале. Результаты исследования не могут быть использованы для оценки чувствительности слуха (результаты тимпанометрии всегда следует рассматривать в сочетании с данными аудиометрии).

Схема анатомического строения человеческого уха:
Наружное ухо: череп; слуховой канал; ушная раковина.
Среднее ухо: барабанная перепонка; овальное окно; молоточек; наковальня; стремечко.
Внутреннее ухо: полукружные каналы; улитка; нервы; евстахиева труба.

## Цель исследования
Исследование позволяет установить:
- давление в среднем ухе,
- состояние функции слуховой трубы,
- степень подвижности барабанной перепонки,
- целостность и степень подвижности слуховых косточек,
- порог акустического рефлекса и некоторые виды нарушения слуха, носящие функциональный характер.

## Принцип метода

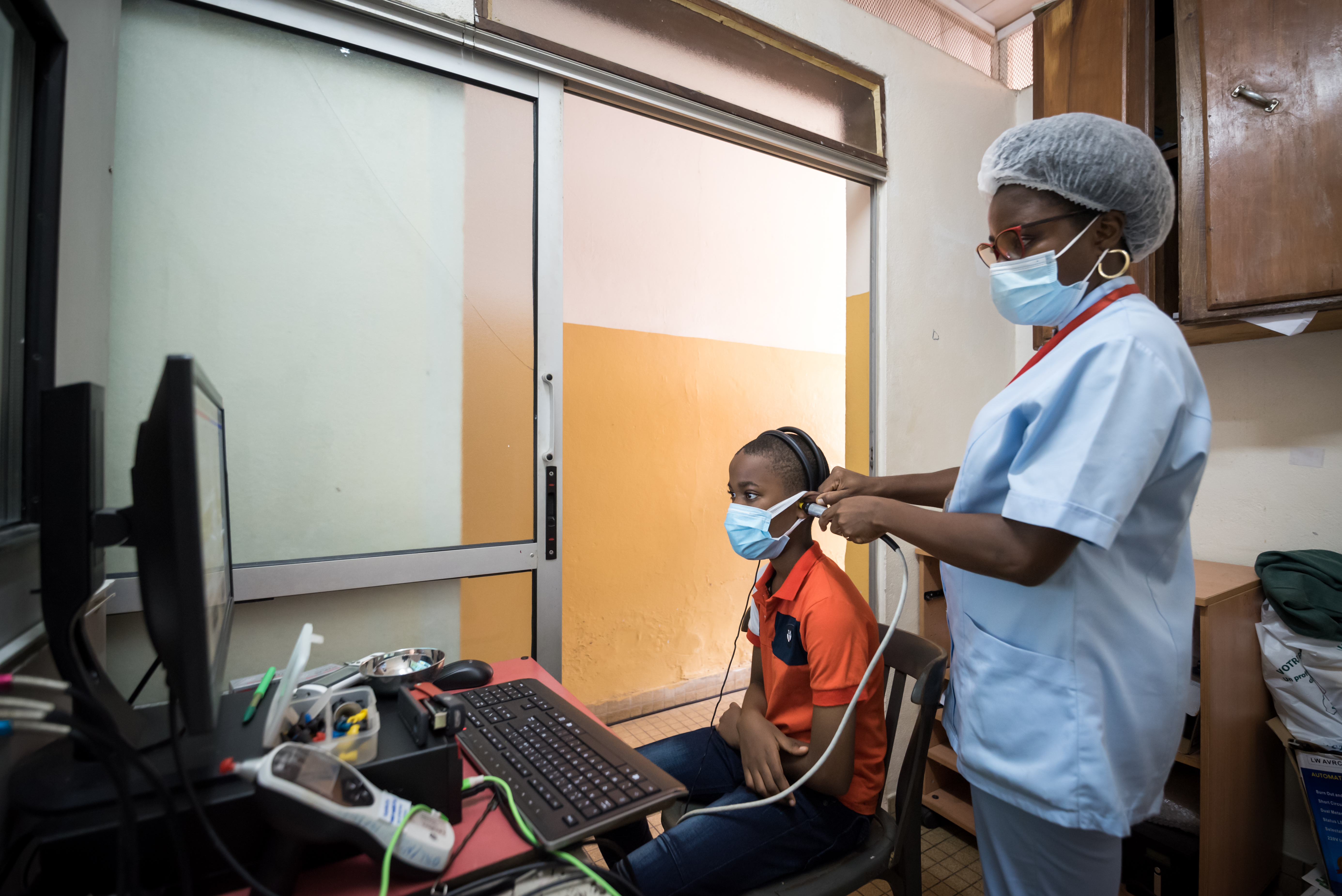
Тимпанометрия.

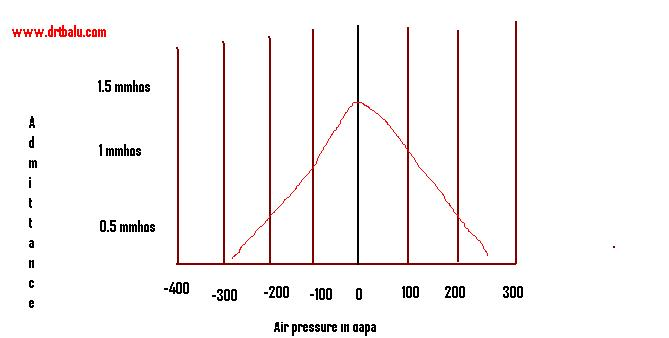
Тимпанограмма, тип A

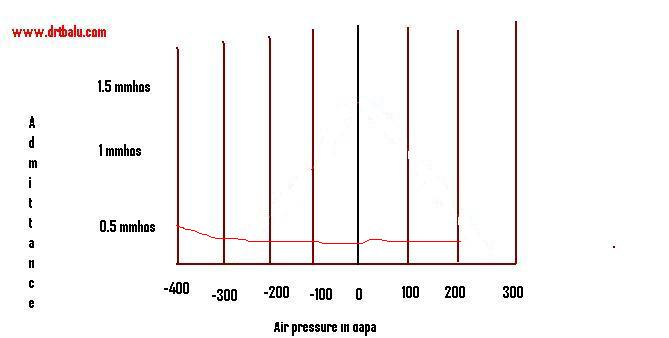
Тимпанограмма, тип B

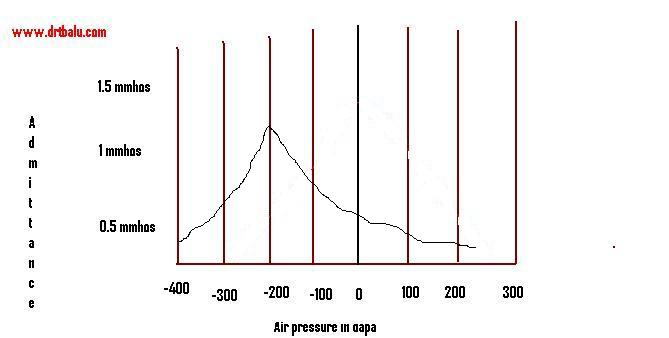
Тимпанограмма, тип C

Тимпанометрия — один из компонентов аудиометрической оценки — осуществляется после проведения отоскопии (подтверждение свободной проходимости слухового канала и целостности барабанной перепонки [отсутствия перфорации]). Уровень звукового давления является функцией объёма замкнутой полости — звук, излучаемый в герметически замкнутую полость, производит различные уровни звукового давления, в зависимости от объёма полости. Наружный слуховой проход во время проведения теста герметически закрывается зондом с ушным вкладышем. Для обеспечения герметичности используется набор вкладышей различной формы и размеров. Зонд соединён с воздушным насосом (с помощью которого изменяется давление в наружном слуховом проходе), со звуковым генератором (подающим сигнал в слуховой проход) и с микрофоном (принимающим отражённый сигнал). В созданную замкнутую полость подаётся звук определённой частоты — «зондирующий» тон. Традиционная монокомпонентная тимпанометрия использует тон частотой 220 или 226 Гц, интенсивностью уровня звукового давления 85 дБ. Подаваемый звук вызывает вибрацию барабанной перепонки. В норме бо́льшая часть звуков проходит в среднее ухо, меньшая — отражается от перепонки. Микрофон регистрирует уровень звукового давления, отражённый барабанной перепонкой и стенками слухового прохода. Полученные данные отображаются графически на тимпанограммах.

## Обсуждение полученных результатов
- Тип A тимпанограммы свидетельствует о нормальном давлении в среднем ухе, нормальной подвижности барабанной перепонки и проводимости слуховых косточек.
- Тип B и C тимпанограммы может выявить наличие жидкости в среднем ухе, перфорацию барабанной перепонки, рубцовую деформацию барабанной перепонки, отсутствие контакта между поверхностями звукопроводящих костей среднего уха или новообразование в среднем ухе.

Полученные данные тимпанометрии не имеют самостоятельной диагностической значимости и требуют проведения дополнительно исследования и оценки других аудиометрических данных (порог костной и воздушной проводимости, отоскопия, оценка порога слышимости).